# Aquagest Extremadura

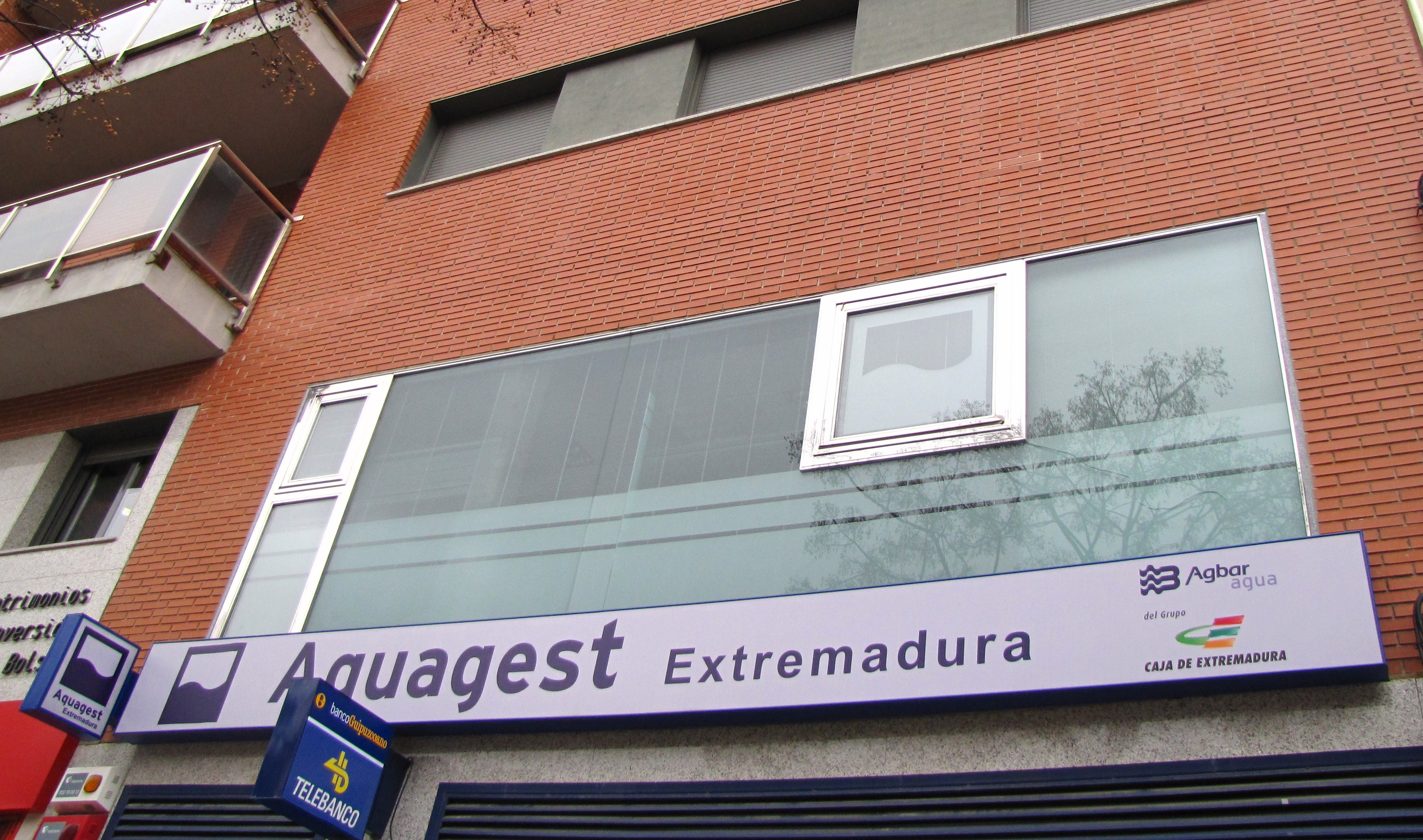
Oficinas centrales de la sociedad en la ciudad de Cáceres

Aquagest Extremadura es la sociedad encargada de gestionar los servicios relacionados con el Ciclo Integral del Agua en más de 120 municipios de la Comunidad Autónoma de Extremadura.
Forma parte del grupo multinacional Agbar y da cobertura a más de 350.000 habitantes en servicios que van desde la captación y el tratamiento hasta la distribución a los usuarios finales y la depuración de aguas residuales.

## Historia
La sociedad se constituyó en el 2008 al separar Agbar los activos y pasivos correspondientes a concesiones que dicho grupo tenía en Extremadura de la empresa Aquagest PTFA que hasta entonces había sido la encargada de explotarlos. Poco tiempo después de su constitución, Caja Extremadura adquirió el 45% de su capital social tras el desembolso de una cantidad próxima a los 9 millones de euros.
Con la entrada de Caja Extremadura en el capital social de la compañía, se decidió que la sede de la misma se trasladara a la ciudad de Cáceres. Desde allí se gestiona una plantilla que a finales de 2009 era de unos 260 trabajadores que prestaban servicios para cubrir las necesidades de los más de 120 municipios en los que la empresa operaba en la región. De entre ellos los más significativos serían: Plasencia, Don Benito, Coria, Jerez de los Caballeros, Trujillo, Arroyo de la Luz, Casar de Cáceres, Valencia de Alcántara, Fuente del Maestre, Puebla de la Calzada y las mancomunidades de municipios del Río Tiétar, Vegas Altas, Hervás, Montehermoso, La Siberia, Alange, Tentudía, Cornalvo, Alcarrache y Lácara Norte.